# John Barre
Sir John Barre de Rotherwas (* vers 1412; † 1483) est un chevalier anglais.

## Biographie
Sir John est le fils de Sir Thomas de la Barre et Alice Talbot, fille de Richard Talbot, 4e Baron Talbot,.
La famille Barre possède des demeures et des terres à Rotherwas, Knebworth House dans le Hertfordshire et Barr's Court dans le Gloucestershire.
Sir John représente le comté de Hertfordshire au parlement de 1445 à 1447, en 1459 et de 1470 à 1471,,. Il représente également le comté de Gloucestershire en 1450/51 au parlement, et occupe parallèlement  le poste de Sheriff of the Shire dans le Hertfordshire.
Au milieu des années 1450 Jahre, il est partisan de Richard Plantagenet, 3e Duc de York, qui le rémunère 20 £ par an,,.
À partir de 1459 Sir John se consacre à la  Maison Lancaster ,, et se bat pour Henri VI en 1460 à la bataille de Northampton.
Après le couronnement d'Édouard IV (Maison d'York) en 1461, Sir John est recherché pour être emprisonné mais sans succès.
Dans les années qui suivent, Sir John Barre est contraint de s'arranger avec la Maison d'York, alors règnante, pour être gracié, à cause de son support pour Édouard IV dans la bataille de Barnet und Tewkesbury lors de la guerre des Deux-Roses.
Sir John Barre meurt en 1483,,, et est enterré au cimetière de All Saints Church à Clehonger, Hertfordshire,.

## Mariage et enfants
Sir John épouse Idoine Hotoft lors d'un premier mariage,.
Le couple a une fille connue :
- Isabell ∞ Humphrey Stafford, 1er Comte de Devon[2] et en secondes noces, Sir Thomas Bourchier[13],[15].

Sir John épouse ensuite Jane, fille de Thomas Rigge.

## Liens
- Towton Battlefield Society

## Sources
1. ↑  www.historyofparliamentonline.org Eintrag Sir Thomas de la Barre - online gelesen 24.02.2017 -
2. 1 2 3 4  John Ashdown-Hill: The Secret Queen: Eleanor Talbot the Womand hwo put Richard III. on the Throne, The History Press 2011,  (ISBN 978-0-752-46895-2), S.37
3. 1 2 3 4  J.C.Wedgwood, Anne Holt: History of Parliament 1439-1509, H.M.Stationary Office London 1936, S.44
4. 1 2 3  Ralph A. Griffith: The Reign of King Henry VI.:The Exercise of Royal Authority 1422-1461, University of California Press 1981,  (ISBN 978-0-520-04372-5), S.341/S.728/S.823/S.835
5. 1 2  Anthony Emery: Greater Medieval Houses of England and Wales 1300-1500, Vol.II, Cambridge University Press 1996,  (ISBN 978-0-521-58131-8), S.474
6. 1 2 3  Chrimes, Ross, Griffiths: Fifteenth-Century England 1399-1509: Studies in Politics and Society, Manchester University Press 1972,  (ISBN 978-0-064-91126-9), S.109
7. 1 2  Mathew Ward: Livery Collar in late Medieval England and Wales, Boydell&Brewer 2016,  (ISBN 978-1-783-27115-3), S.66
8. 1 2  J.R.Lander: Government and Community: England 1450-1509, Harvard University Press 1981,  (ISBN 978-0-674-35794-5), S.220
9. 1 2  Towton Battlefield Society
10. ↑  Terry Breverton: Jasper Tudor, Amberley Publishing 2014,  (ISBN 978-1-445-63402-9)
11. ↑  Church Monument Society/Herfordshire - online gelesen 24.02.2017-
12. ↑  Nicolas Pevsner: Buildings of England, Herefordshire Vol.25, Yale University Press 1963,  (ISBN 978-0-140-71025-0), S.101
13. 1 2  Douglas Richardson: Plantagenet Ancestry: A Study In Colonial And Medieval Families, 2nd Edition 2011,  (ISBN 978-146-104513-7), S.462
14. ↑  T.C.Banks: Dormant and Extinct Baronage of England Vol.II, T.Bensley London 1808, S.522
15. ↑  Bernard Burke: A Genealogical History of the Dormant, Abeyant, Forfeited and Extinct Peerages of the British Empire, Harrison London 1866, S.66
16. ↑  J.G.Nichols: The Herald and Genealogist Vol.VIII., Nichols&Nichols London 1874, S.392